# Anioły i demony (singel)
Anioły i demony – singel polskich raperów Tymka, Big Schthe i Deysa z albumu studyjnego, zatytułowanego Fit. Singel został wydany 9 października 2019.
Kompozycja znalazła się na 24. miejscu listy OLiA, najczęściej odtwarzanych utworów w polskich rozgłośniach radiowych. Nagranie otrzymało w Polsce status diamentowego singla, przekraczając liczbę 100 tysięcy sprzedanych kopii.

## Geneza utworu i historia wydania
Utwór napisali i skomponowali Aleksander Kosowski, Dawid Czerwiak, Grzegorz Burkat, Michał Graczyk i Tymoteusz Bucki.
Singel ukazał się w formacie digital download 9 października 2019 w Polsce za pośrednictwem wytwórni płytowej Odrodzenie w dystrybucji My Music. Kompozycja została umieszczona na czwartym albumie studyjnym Tymka – Fit.

## „Anioły i demony” w stacjach radiowych
Nagranie było notowane na 24. miejscu w zestawieniu OLiA, najczęściej odtwarzanych utworów w polskich rozgłośniach radiowych.

## Teledysk
Do utworu powstał teledysk, który udostępniono w dniu premiery singla za pośrednictwem serwisu YouTube.

## Lista utworów
- Digital download[7]

1. „Anioły i demony” – 3:30

## Notowania

### Pozycje na listach airplay
| Kraj   | Lista             | Najwyższa pozycja |
| ------ | ----------------- | ----------------- |
| Polska | OLiA              | 24                |
| Polska | AirPlay – Nowości | 2                 |

## Certyfikaty
| Kraj          | Certyfikat       | Sprzedaż |
| ------------- | ---------------- | -------- |
| Polska (ZPAV) | diamentowa płyta | 100 000+ |